# Escut de Mont-roig del Camp
L'escut oficial de Mont-roig del Camp té el següent blasonament:
Escut caironat: d'or, un mont floronat de gules. Per timbre una corona mural de vila.

## Història
Va ser aprovat el 24 de juliol de 2000 i publicat al DOGC el 9 d'agost de 2000 amb el número 3608.
L'escut parlant, referit al nom de la vila. El mont floronat és el senyal tradicional del municipi, que ja es feia servir als segells l'any 1622.